# Petite-Forêt
Petite-Forêt település Franciaországban, Nord megyében. Lakosainak száma 5058 fő (2022. január 1.). Petite-Forêt Raismes, La Sentinelle, Valenciennes, Anzin és Aubry-du-Hainaut községekkel határos.

## Népesség
A település népességének változása:
| Lakosok száma | 4852 | 4870 | 4929 | 4877 | 4882 | 4887 | 5080 | 5058 | 5058 |
|               | 2013 | 2015 | 2016 | 2017 | 2018 | 2019 | 2020 | 2021 | 2022 |